# Groote Schuur

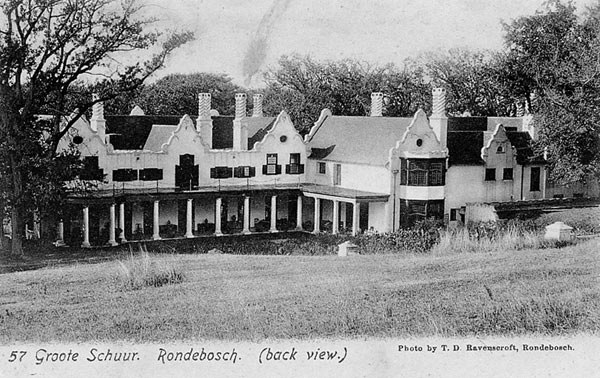
Vista del retro della residenza di Groote Schuur (1905)

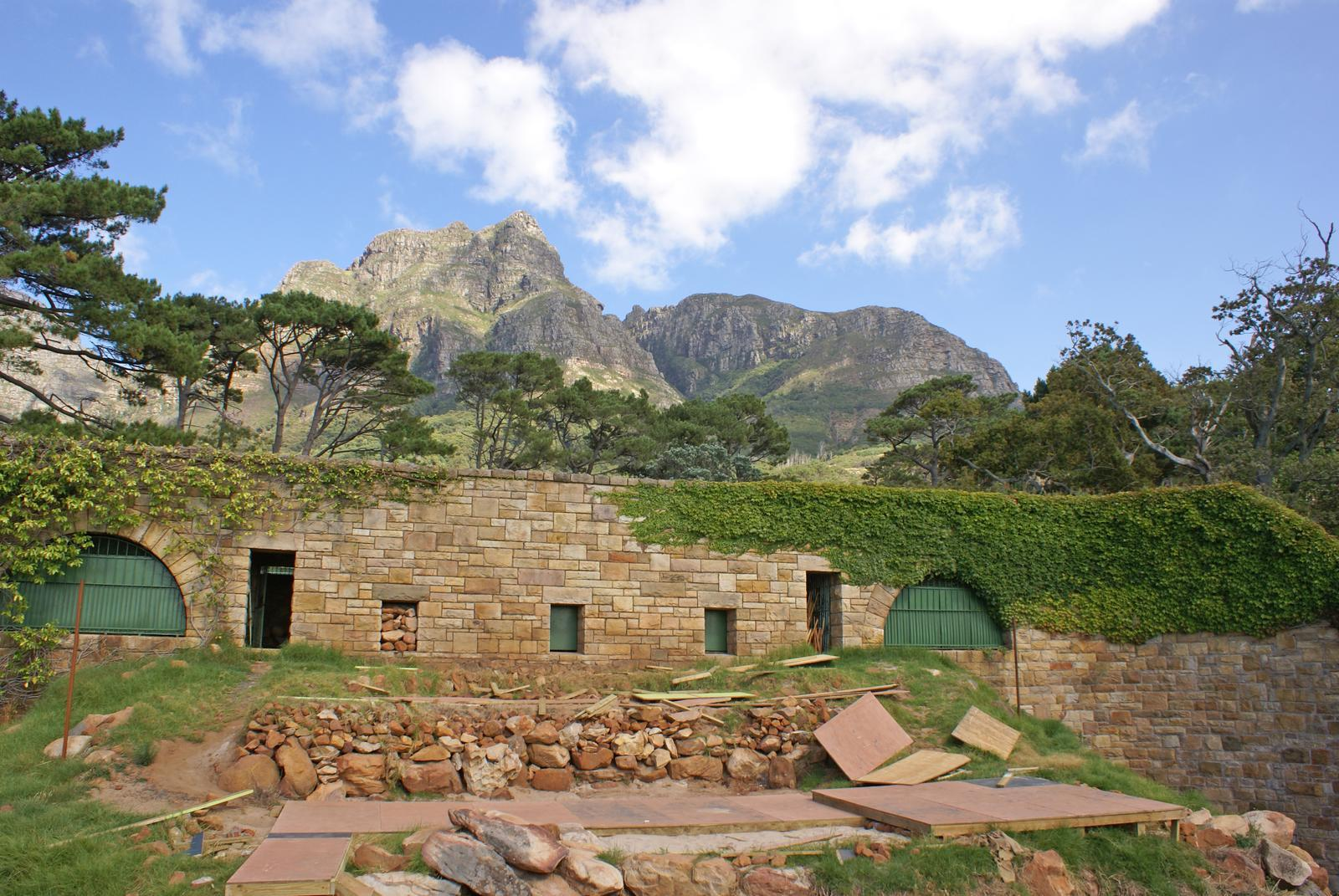
Recinto dei leoni nello Zoo di Groote Schuur (oggi in disuso).

La Groote Schuur è una tenuta situata alle pendici del Picco del Diavolo nel quartiere di Rondebosch, nella parte meridionale di Città del Capo in Sudafrica. La costruzione che vi si trova all'interno, realizzata in stile coloniale olandese, è stata per molti anni la residenza del primo ministro del Sudafrica e degli ultimi due presidenti bianchi durante il periodo della apartheid.

## Storia
Il nome Groote Schuur in lingua olandese significa grande fienile, ed in effetti questo era nel 1657, quando la Compagnia olandese delle Indie orientali lo fece costruire. Nel 1866 un incendio distrusse quasi totalmente l'edificio originale e il tradizionale tetto di paglia fu sostituito da uno più robusto di ardesia gallese. Dopo aver subito numerose modifiche e passaggi di proprietà, la tenuta fu affittata nel 1891 da Cecil Rhodes che poi l'acquistò nel 1893 affidandone all'architetto Herbert Baker la ristrutturazione. Baker sostituì la parte anteriore della casa, aggiunse una veranda lungo la parte posteriore e realizzò una nuova ala su due piani con un bay-window che guardava verso il Picco del Diavolo.
Baker ebbe inoltre un ruolo significativo nell'arredamento della casa. Infatti, Rhodes, dopo aver inizialmente arredato la casa in stile moderno con mobili venuti da Londra, sotto l'influenza di Baker iniziò un passaggio dal moderno al più tradizionale stile coloniale del Capo. Questo segnerà l'inizio della collezione di arredamento coloniale di Rhodes. Intorno alla casa, su richiesta di Rhodes, furono disseminate piante ornamentali in grande quantità: rose, ortensie, canne, buganvillee e fuchsia. Poco lontano dalla casa, verso ovest, sulle pendici del Picco del Diavolo, fu realizzato nel 1897 un piccolo zoo con leoni, antilopi, zebre, eland, gnu e struzzi. Nel 1930 questa struttura venne demolita e sostituita da una nuova recinzione per i leoni che era conosciuta come Groote Schuur zoo. Lo zoo è stato definitivamente abbandonato nel 1975.
Nel 1902, alla sua morte, Cecil Rhodes lasciò in eredità la tenuta di Groote Schuur con le residenze ivi presenti, ed altri terreni contigui che lui aveva acquistato, allo stato del Sudafrica. Di questi terreni, una parte fu destinata nel 1928 ad ospitare il campus principale dell'Università di Città del Capo, una parte fu riservata al Giardino botanico nazionale di Kirstenbosch. Della parte risidua alcune aree sono state successivamente edificate, mentre il resto fa parte del Parco nazionale di Table Mountain.
Dal 1910 al 1984 fu la residenza ufficiale del Primo ministro del Sudafrica e ha continuato come residenza presidenziale dei primi due presidenti del Sudafrica Pieter Willem Botha e Frederik de Klerk. Nel 1994, durante la presidenza di Nelson Mandela, la residenza presidenziale viene spostata nell'edificio detto Westbrooke (sempre all'interno della tenuta di Groote Schuur), che nel 1995 viene rinominato Genadendal (dal nome della più antica missione cristiana in Sudafrica). L'edificio di Groote Schuur è diventato un museo aperto al pubblico solo su appuntamento.

## Groote Schuur Minute
L'edificio è noto anche per essere stato il luogo in cui il 4 maggio 1990 venne firmato lo storico documento, noto come Groote Schuur Minute tra Nelson Mandela del Congresso Nazionale Africano (ANC) e Frederik de Klerk, l'allora Presidente del Sud Africa, nonché capo del National Party.
Il documento segna di fatto l'inizio concreto dei negoziati che porteranno alla fine della apartheid in Sudafrica. Il documento sancisce un impegno tra le due parti per la risoluzione del clima di violenza e di intimidazione esistente, nonché la rimozione degli ostacoli pratici alla negoziazione compresa l'immunità per il ritorno in patria degli esuli dell'ANC e la liberazione dei prigionieri politici..

## Memoriale di Rhodes

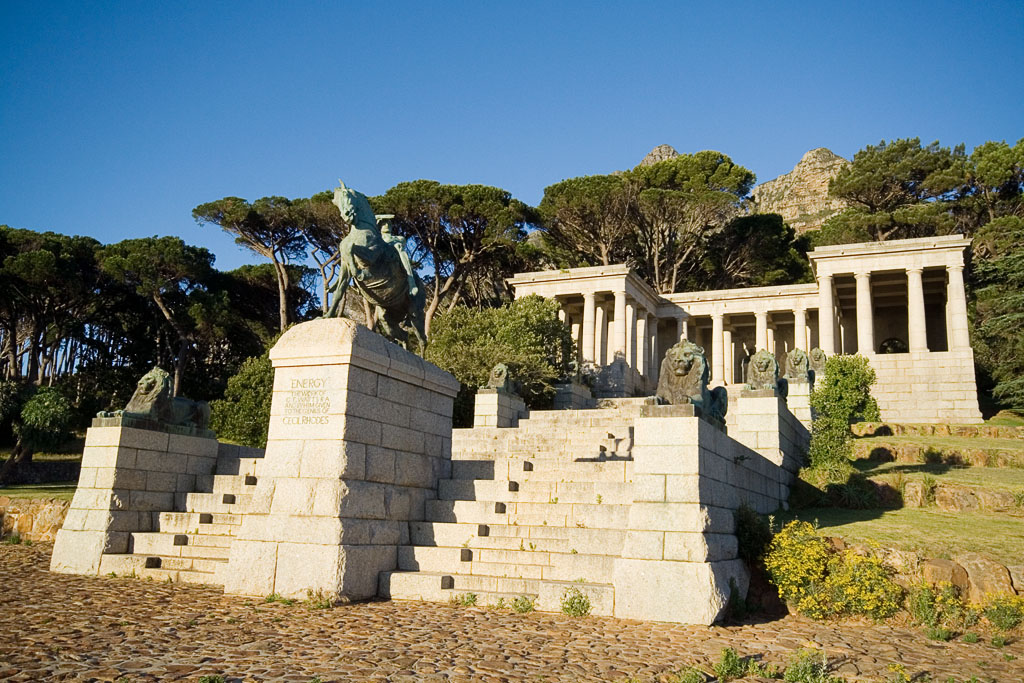
Rhodes Memorial nella tenuta di Groote Schuur

Il memoriale di Rhodes si trova sul versante di nord-est del Picco del Diavolo, a poche centinaia di metri dall'Upper Campus dell'Univestità di Città del Capo, facilmente raggiungibile da un sentiero. Il monumento fu progettato dell'architetto Herbert Baker e realizzato fra il 1906 ed il 1912.